# بيل كودي
بيل كودي (بالإنجليزية: Bill Cody)‏ هو لاعب كرة قدم أمريكية أمريكي، ولد في 2 أغسطس 1944 في غرينوود في الولايات المتحدة.

## وصلات خارجية
- بيل كودي على موقع مرجع كرة القدم المحترفة.كوم (الإنجليزية)